# Carlo Vizzardelli
Carlo Vizzardelli (Monte San Giovanni Campano, 21 de julho de 1791 - Roma, 24 de maio de 1851) foi um cardeal do século XIX.

## Biografia
Nasceu em palazzo Mobilj, Monte San Giovanni Campano em 21 de julho de 1791. Seus pais provavelmente eram da burguesia rural.
Estudou no Seminário de Veroli; e na Universidade La Sapienza, Roma, onde recebeu o doutorado ad honorem em teologia e in utroque iure , tanto em direito canônico quanto civil, em julho de 1808; mas após a restauração do governo papal, ele teve que passar novamente no exame de doutorado em Direito em outubro de 1814.
Ordenado, (sem data encontrada), Veroli. Professor público de direito canônico na Universidade de Bolonha e na Universidade La Sapienza , em Roma. Em 1829, canonista da Penitenciária Apostólica e secretário substituto dos Breves Apostólicos. Em 1830, consultor da SC dos Assuntos Eclesiásticos Extraordinários. Sigilador da Penitenciária Apostólica, 1832. Secretário de Letras Latinas, 1832. Camareiro Privado de Sua Santidade. Cânon do capítulo da basílica patriarcal da Libéria. Referendário prelado, 18 de abril de 1839. Data da Penitenciária Apostólica, 1839-1847. Participantium apostólico protonotário, 1846-1847. Consultor da SC dos Bispos e Regulares, 1834. Secretário da SC dos Assuntos Eclesiásticos Extraordinários, de 30 de janeiro de 1843 a 24 de julho de 1847.
Criado cardeal sacerdote no consistório de 17 de janeiro de 1848; recebeu o chapéu vermelho e o título de S. Pancrazio, em 20 de janeiro de 1848. Prefeito da Academia Teológica da Universidade Romana. Plenipotenciário para negociar a concordata com o grão-duque da Toscana; foi assinado em Roma em 3 de março de 1848, pouco antes da revolução que abalou a Europa. Prefeito do SC de Estudos e administrador das instituições públicas de 10 de abril de 1848 até sua morte. Quando o Papa Pio IX escapou para Gaeta, ele o acompanhou e permaneceu ao seu lado como um conselheiro de confiança.
Morreu em Roma em 24 de maio de 1851. Exposto na basílica de S. Lorenzo em Dâmaso, Roma, onde se realizou o funeral a 28 de maio de 1851, com a participação do Papa Pio IX. Os restos mortais do cardeal foram enterrados em seu título, S. Pancrazio.